# Milner-Barrygambiet
Het Milner-Barrygambiet is in de opening van een schaakpartij een variant in de Caro-Kann opening. Het is vernoemd naar de Britse schaker Sir Stuart Milner-Barry. Het gambiet wordt ook wel het Rasa-Studiergambiet genoemd. De beginzetten zijn 1.e4 c6 2.d4 d5 3.Pc3 de 4.f3 en het heeft de ECO-code B15.